# La Proiselière-et-Langle
La Proiselière-et-Langle là một xã ở tỉnh Haute-Saône trong vùng Bourgogne-Franche-Comté phía đông nước Pháp.